# التجارية الجزائرية
التجارية الجزائرية هي قناة جزائرية مستقلة انطلقت عبر القمر الصناعي نايلسات لتواكب تطورات الساحة الإعلامية العالمية والعربية.
وهي قنات إشهارية تهتم بالشأن التجاري في 2013.
مع حلول 2014 توقفت عن البث.